# Australobius weberi
Australobius weberi är en mångfotingart som först beskrevs av Pocock 1894.  Australobius weberi ingår i släktet Australobius och familjen stenkrypare. Inga underarter finns listade i Catalogue of Life.